# Русский язык в мире
Русский язык — один из мировых (глобальных) языков. Такой статус язык получил в XX веке. Распространение русского языка было во многом следствием деятельности Российской империи, затем СССР и современной России. Статус русского языка был закреплён в ООН, где русский является одним из шести официальных международных языков.
В начале XX века русским языком владели примерно 150 миллионов человек — в основном подданные Российской империи. На протяжении последующих 90 лет число знающих русский язык увеличилось примерно до 350 миллионов человек, причём 286 миллионов из них проживали в СССР, где русский был государственным языком и для большей части его жителей являлся родным языком, а ещё свыше 70 миллионов человек (преимущественно в союзных республиках СССР, восточноевропейских, балканских странах и ряде азиатских стран) также в той или иной мере знали русский язык.
К 2004 году число владеющих в различной степени русским языком сократилось до 278 миллионов человек, в том числе в самой России — до 140 миллионов человек. По оценкам 2006 года, русский язык является родным для 130 миллионов граждан Российской Федерации, для 26,4 миллиона жителей других стран на территории бывшего СССР и для почти 7,4 миллиона жителей остальных стран (прежде всего Германии и других стран Европы, США и Израиля), то есть в общей сложности для 163,8 миллиона человек. Ещё свыше 114 миллионов человек (данные на 2006 год) владеют русским как вторым языком (преимущественно в постсоветских странах) или знают его как иностранный.
По степени распространённости (общему количеству владеющих языком людей) русский в 2025 году занимал девятое место в мире (253 млн) после английского (1,5 млрд носителей), мандаринского китайского (1,1 млрд), хинди (602,2 млн), испанского (548,3 млн), французского (274,1 млн), стандартного арабского (274,0 млн), бенгальского (272,7 млн) и португальского (267 млн) языков. Среди языков, являющихся для их носителей родными, русский в 2022 году занимал седьмое место в мире (154 млн) после мандаринского китайского, испанского, английского, хинди, бенгальского и португальского языков.
По данным исследования W3Techs, в марте 2013 года русский язык вышел на второе место по использованию в Интернете. По состоянию на 24 мая 2025 года по использованию в Интернете занимает 7-е место (после английского, испанского, немецкого, японского, французского и португальского).

## Официальный статус

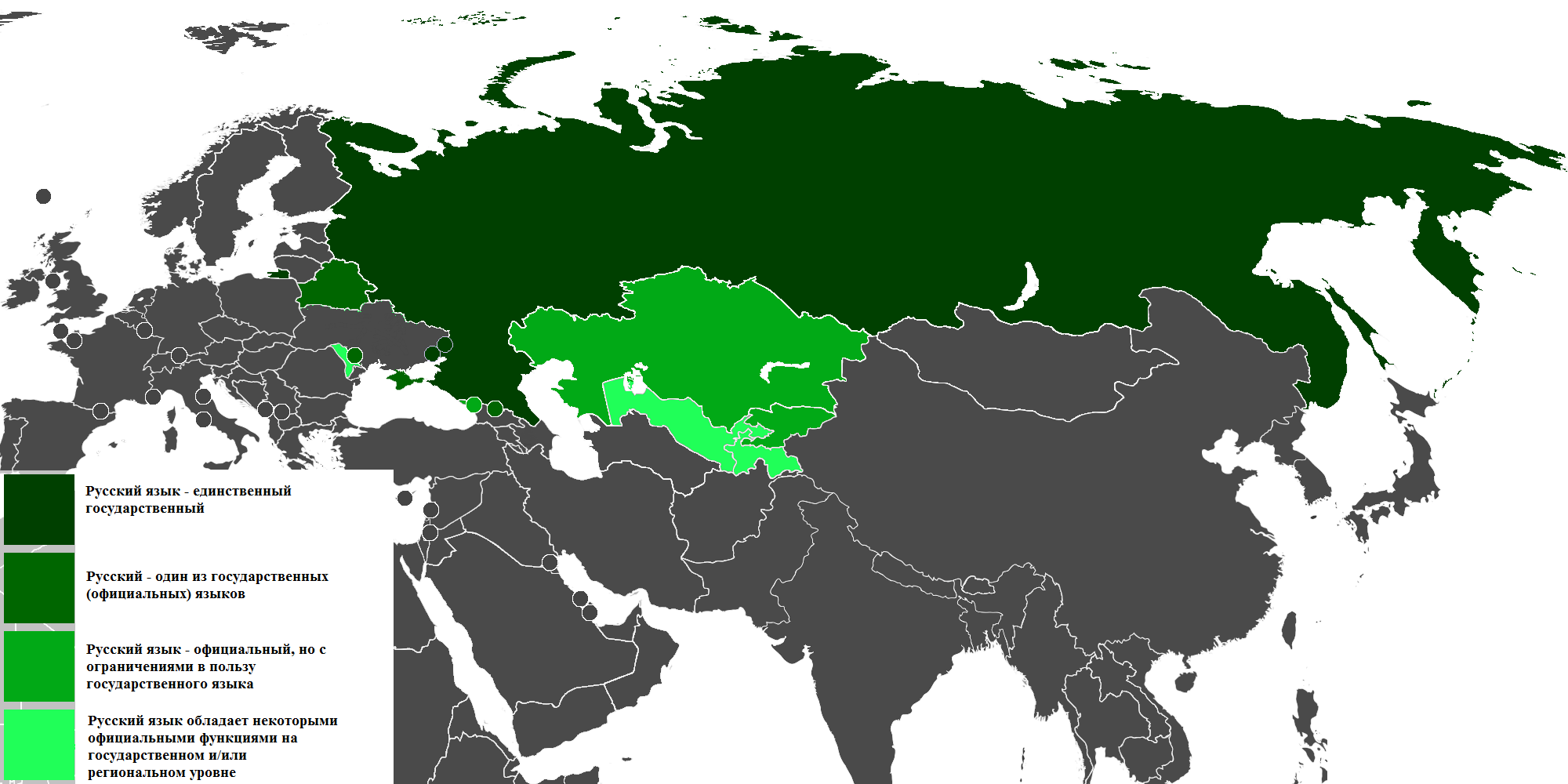
Юридический статус русского языка в мире.

Русский язык является государственным и официальным языком в России и Беларуси (наряду с белорусским), а также в частично признанной Южной Осетии (наряду с осетинским) и в непризнанной ПМР (наряду с молдавским и украинским).
Русский язык считается официальным языком государственных учреждений (но ниже государственного по статусу) в Казахстане и Кыргызстане, а также в частично признанной Абхазии. В ряде административных единиц Молдавии и Румынии русский признан одним из официальных языков.
В ряде стран и территорий русский язык имеет некоторые официальные функции. Так, в Таджикистане русский язык является по конституции «языком межнационального общения» и официально используется в законотворчестве. В некоторых округах штата Нью-Йорк на русский язык переводятся документы, связанные с выборами. В Узбекистане русский язык используется в органах ЗАГСа.
Русский язык имел государственный или официальный статус также в ряде исторических государств.
Русский язык является также официальным или рабочим языком в ряде международных организаций, к ним относятся: ООН и некоторые её дочерние организации, ОБСЕ, СНГ, ШОС, ЕАЭС, СДА, ОДКБ, ИСО, ЕЭП, ГУАМ, МФОКК и КП.

## Мировой статус
До 1991 года русский язык был языком межнационального общения СССР, де-факто исполняя функции государственного языка. После распада СССР продолжает использоваться в странах, ранее входивших в состав СССР, как родной для части населения и как язык межнационального общения. В местах компактного проживания эмигрантов из стран бывшего СССР (Израиль, Германия, Канада, США и другие) — выпускаются русскоязычные периодические издания, работают радиостанции и телевизионные каналы. В странах Восточной Европы до конца 1980-х годов русский язык был основным иностранным языком в школах.

## Распространение в мире
По данным, опубликованным в журнале «Language Monthly» (№ 3 за 1997 год), примерно 300 миллионов человек по всему миру владеют русским языком (что ставит его на 5-е место по распространённости), из них 160 млн считают его родным (8-е место в мире). Русский язык — рабочий язык СНГ, один из шести официальных языков ООН, один из рабочих языков ОБСЕ.
Согласно опубликованным в журнале «Демоскоп» в 2006 году исследованиям заместителя директора по научной работе Центра социологических исследований Минобрнауки России Арефьева А. Л., русский язык постепенно теряет свои позиции как в мире в целом, так и в России в частности. В 2012 году Арефьев А. Л. опубликовал новое исследование «Русский язык на рубеже XX—XXI веков», где подтвердил свой вывод о тенденции дальнейшего ослабления позиций русского языка во многих регионах мира. В 2006 году автор прогнозировал уменьшение численности владеющих русским языком к 2025 году в России до 110 млн чел., а в мире — до 152 млн чел, но в 2012 году пересмотрел свой прогноз в сторону более оптимистических оценок (при сохранении общей негативной тенденции) и продлил его до 2050 года — к 2025 году автор прогнозировал уменьшение численности владеющих русским языком в мире до 215 млн чел., а к 2050 году — до 130 млн чел. В странах бывшего СССР русский язык постепенно заменяется местными языками, а распространённость русского языка в мире сокращается в связи с уменьшением количества русских и убылью общего населения России.
По данным переписи 2010 года, в России владение русским языком написали 138 млн чел. (99,4 %), а при переписи 2002 года аналогичный показатель составлял 142,6 млн чел. (99,2 %). Среди горожан русским языком владели 101 млн чел. (99,8 %), а в сельской местности — 37 млн чел. (98,7 %).
Электронная база данных реестра переводов «Index Translationum» насчитывает более двух млн записей относительно 500 000 авторов и 78 000 издателей в 148 странах мира; её данные свидетельствуют, что русский является одним из самых переводимых языков в мире. Среди языков, на которые переводится большинство книг, русский на седьмом месте. Среди языков, с которых чаще всего переводят, русский на четвёртом месте.
Согласно статистическим данным международной платформы Statista.com, на май 2017 года русский язык занимал 8-е место по распространённости в сети Интернет и насчитывал 104,5 млн русскоязычных пользователей.
Прогноз 2012 года изменения удельного веса владеющих русским языком в общей численности населения Земли в 1900—2050 годах (оценка и прогноз).
| Годы | Общемировая численность населения, млн чел. | Численность населения Российской империи, СССР, РФ, млн чел. | Доля в общемировой численности населения, % | Число владевших русским языком, млн чел. | Доля в общемировой численности населения, % |
| ---- | ------------------------------------------- | ------------------------------------------------------------ | ------------------------------------------- | ---------------------------------------- | ------------------------------------------- |
| 1900 | 1650                                        | 138,0                                                        | 8,4                                         | 105                                      | 6,4                                         |
| 1914 | 1782                                        | 182,2                                                        | 10,2                                        | 140                                      | 7,9                                         |
| 1940 | 2342                                        | 205,0                                                        | 8,8                                         | 200                                      | 7,6                                         |
| 1980 | 4434                                        | 265,0                                                        | 6,0                                         | 280                                      | 6,3                                         |
| 1990 | 5263                                        | 286,0                                                        | 5,4                                         | 312                                      | 5,9                                         |
| 2004 | 6400                                        | 146,0                                                        | 2,3                                         | 278                                      | 4,3                                         |
| 2010 | 6820                                        | 142,7                                                        | 2,1                                         | 260                                      | 3,8                                         |
| 2015 | 7200                                        | 139,0                                                        | 1,9                                         | 243                                      | 3,4                                         |
| 2025 | 7800                                        | 129,0                                                        | 1,7                                         | 215                                      | 2,8                                         |
| 2050 | 9350                                        | 110,0                                                        | 1,2                                         | 130                                      | 1,4                                         |

## Русский язык на постсоветском пространстве

Процент владения русским языком среди населения стран — членов ЕС

### Азербайджан
В Азербайджане русский язык имеет статус иностранного. По оценке 2002 года русским языком владело около 70 % населения страны.

### Армения
В Армении русский язык имеет статус иностранного, однако Армения ратифицировала Европейскую хартию региональных языков, согласно которой русский язык в Армении признаётся языком национального меньшинства. Русским языком владеет 70 % населения.

### Беларусь

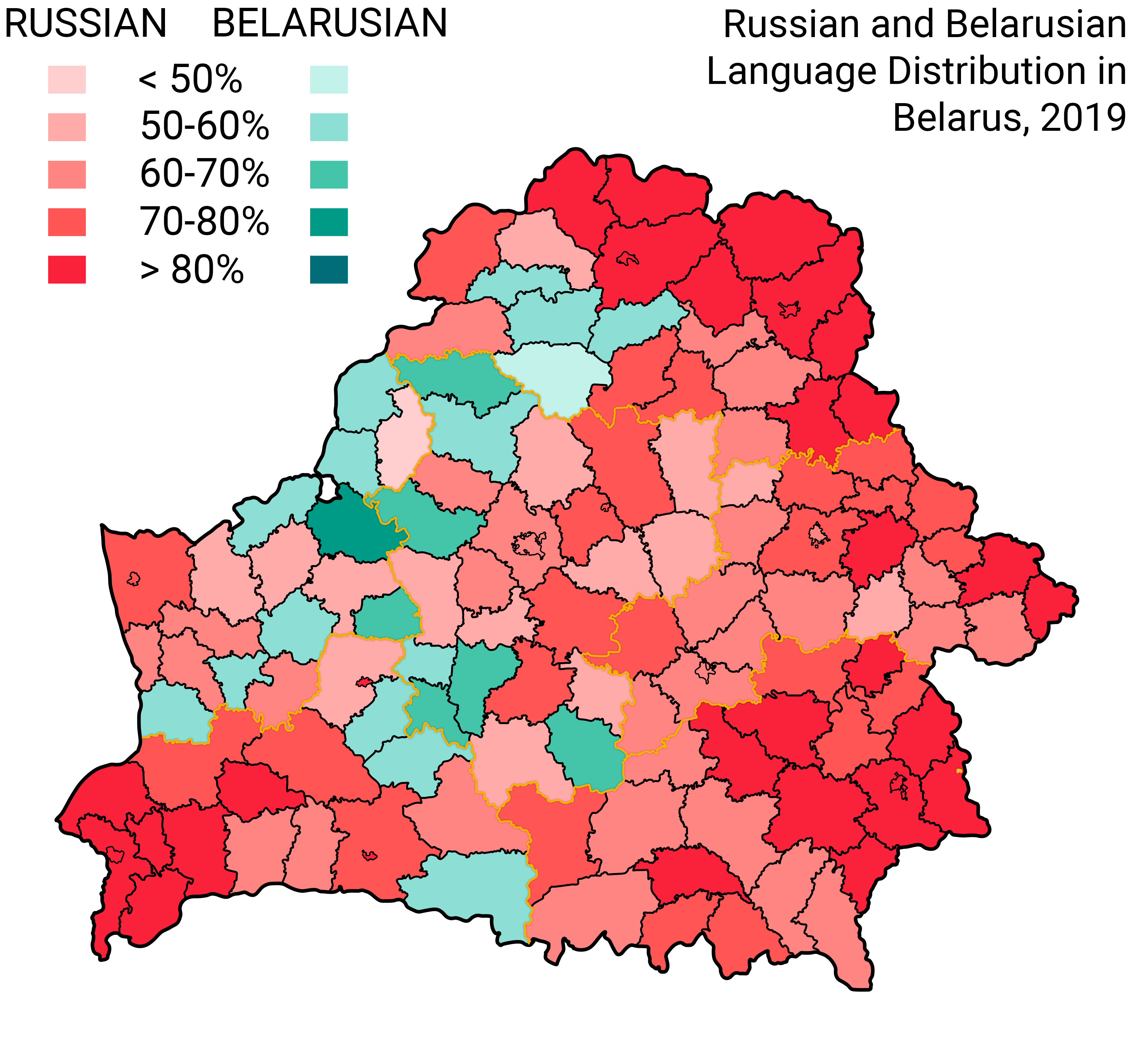
Языки общения в Беларуси по данным переписи 2019 года (преимущественно русскоязычные районы и горсоветы красным).

Согласно ст. 17 Конституции Республики Беларусь, русский язык имеет статус государственного языка страны вместе с белорусским.
Русский язык абсолютно преобладает практически во всех сферах общественной жизни в Беларуси: так, по переписи 2019 года, хоть русский язык в качестве родного назвало меньшинство (42,3 % всего населения), 71,4 % населения (6 718 557 человек) в то же время заявили, что дома говорят по-русски. Среди этнических белорусов эта доля составляет 61,4 %. Такое положение дел в стране является последствием длительной политики русификации Беларуси, проводимой во времена Российской империи, Советского Союза и после провозглашения независимости республики при режиме Лукашенко.
По данным Национального статистического комитета Республики Беларусь, в 2023/24 учебном году 91,42 % учащихся в дневных учреждениях общего среднего образования Беларуси школьников обучались в классах с преподаванием на русском языке.

### Грузия
В Грузии русский язык имеет статус иностранного. По оценке российского демографа Александра Арефьева в Грузии в 2004 году русским языком как родным владело около 130 тысяч человек, активно владело как иностранным — 1,7 млн человек, пассивно владело — 1,0 млн человек, не владело совсем — 1,8 млн человек.

### Казахстан
Длительный период Казахстан находился в составе Российской империи, а затем и СССР. Тогда основополагающим на всей территории Союза был русский язык и был закреплён как «язык межнационального общения». К моменту распада СССР совокупная численность русскоязычных в Казахстане превышала численность титульного населения.

### Кыргызстан
Разработчики проектов новой Конституции Кыргызстана (2006) решили, что русский язык в республике должен быть лишён официального статуса, закреплённого в действующем основном законе страны. «Экс-президент Аскар Акаев в своё время придал русскому языку статус официального для того, чтобы получить поддержку русскоязычного населения страны. Но на самом деле между официальным и государственным языком нет никакой разницы», — заявил член рабочей группы по разработке вариантов новой Конституции, лидер партии «Эркиндик» («Свобода») Топчубек Тургуналиев.
По мнению лидера партии, такая ситуация ущемляла киргизский язык. Разработчики Конституции считают, что на сегодняшний день в республике игнорируется не русский, а киргизский язык, который за время независимости так и не стал государственным. По мнению Тургуналиева, русский язык является мировым языком и поэтому ни в какой защите не нуждается. Участники рабочей группы считают, что будет вполне достаточно, если за русским языком в стране сохранится статус языка межнационального общения. «Мы не будем заставлять всех говорить на киргизском языке, и до тех пор, пока киргизский язык не станет языком межнационального общения, этот статус будет носить русский язык», — заявил министр юстиции Марат Каипов, также входящий в состав рабочей группы.

### Латвия
В Латвии русский язык не имеет отдельного статуса, при том, что 81,2 % жителей владеют русским языком, из них 37,5 % — как родным. Продолжает активно использоваться среди населения страны. В стране регулярно поднимается вопрос о придании русскому языку официального статуса. На проведённом 18 февраля 2012 года референдуме о предоставлении русскому языку статуса государственного проголосовало 71,1 % имеющих право голоса. 74,8 % голосовавших проголосовало против повышения статуса русского, 24,9 % — за.
По данным на 2000 год, около 37 % населения Латвии — русскоговорящее (русские (27 %), белорусы (2 %), евреи, татары и другие, использующие в обиходе русский язык). Многие из этих людей переехали в Латвию в советские годы. В Латвии также проживает большое число русскоговорящих, чьи предки жили в стране до утраты независимости в 1940 г. — в частности, в Латгалии с XVIII века живёт много староверов.
Согласно местному законодательству, для получения латвийского гражданства в процессе натурализации необходимо сдать экзамен по латышскому языку, истории и Конституции. В связи с тем, что многие русскоговорящие жители не владеют латышским языком или по каким-либо другим причинам не желают натурализоваться, около 18 % населения страны являются негражданами, среди которых две трети — русские. Большое число русскоговорящих жителей Латвии являются гражданами по наследству, то есть или они сами, или их предки были гражданами страны до 17 июня 1940 года.
В 1998 году латвийский парламент принял закон «Об образовании», который предусматривал перевод обучения в старших классах школ национальных меньшинств на латышский язык с 2004 года. Большинство из подобных школ — русскоязычные.
В течение всего лета 2004 года в Риге проходили митинги протеста русскоговорящего населения против дискриминации русского языка в школах. Протестующие смогли добиться: смягчения норм закона (теперь в 10-м — 12-м классах до 40 % обучения может вестись на языке меньшинства), рассмотрения Конституционным судом Латвии жалобы на реформу школ нацменьшинств, поданной двадцатью депутатами сейма (всеми членами парламентских фракций ЗаПЧЕЛ («За права человека в единой Латвии», PCTVL), Партии народного согласия и Социалистической партии), отсутствия массовых проверок исполнения соответствующей нормы закона. В то же время представители латвийских властей настаивают, что митинги против реформы образования — не более чем политический фарс, не имеющий ничего общего с защитой русского языка: школьные программы разрабатывают сами школы, к тому же власти не намерены контролировать выполнение закона школами нацменьшинств.
Сторонники латвийской языковой политики утверждают, что она направлена на устранение последствий массовой иммиграции русскоговорящих в Латвию в 1940—1989 годах, в результате которой доля коренного населения (латышей) в стране сократилась с 77 % (1935 г.) до 52 %.

### Литва
В Литве русский язык имеет статус иностранного, при том, что уровень владения русским языком достигает 78 % населения страны.

### Молдавия
Согласно данным опросов опубликованных в 2011 году, проведённым Центром социсследований и маркетинга «CBS-AXA», 62 % населения Молдавии свободно говорят, читают и пишут на русском языке. 18 % населения говорят и читают, но пишут с ошибками на русском языке. 1 % населения Молдавии совсем не знают русского языка.

### Таджикистан
В Таджикистане русский язык — язык межнационального общения Таджикистана, согласно Конституции, русский язык официально используется в законотворчестве. Таджикский язык при этом наделён статусом единственного государственного. Кроме этого, в Таджикистане поддерживается сложившаяся в советские времена система школьного и высшего образования на русском языке: по данным за 2014 год в республике насчитывалось 26 русских школ, из них 5 в Душанбе, и 132 школы со смешанными языками преподавания, в том числе русским. После резкого сокращения сферы русскоязычного образования в 1990-х, начался процесс его расширения, на это обратил внимание Сергей Лавров в 2014 году. В Душанбе работают русский драматический театр имени Маяковского и Российско-Таджикский (славянский) университет.

### Туркменистан

Совместная туркмено-российская среднеобразовательная школа имени А. С. Пушкина в Туркменистане

Первые годы независимости на основании Закона об языке 1990 года русский имел статус языка межнационального общения, но был его лишён в 1996 году. В 2001 году упразднено большинство кафедр русского языка и литературы и система повышения квалификации по русскому языку. 1 сентября 2002 года все оставшиеся 49 русско-туркменских школ были преобразованы в туркменские, в качестве компенсации в каждой из них оставили по одному русскому классу (только в двух школах Ашхабада оставили по два русских класса). С 2002 года в вузах страны прекращено обучение на всех языках, кроме туркменского. В декабре 2004 года Генеральная ассамблея ООН приняла резолюцию о «Положении в области прав человека в Туркменистане». В тексте резолюции, в частности, выражается глубокая обеспокоенность «прекращением трансляции в Туркменистане русскоязычных программ радио „Маяк“… продолжающейся дискриминацией правительством Туркменистана этнических меньшинств в области образования и занятости…». Представитель России при голосовании воздержался.
Однако, советник президента РФ по культуре Владимир Толстой, впервые побывав в Туркменистане в 2012 году, заявил, что русский язык активно используется в обществе, и его «учат с первого класса». В августе 2007 года десять туркменских русистов выезжали в Москву для повышения квалификации.

### Узбекистан
В Узбекистане русский язык не имеет официального статуса, однако продолжает широко использоваться в обществе, особенно в столичном регионе и крупных городах. Он сохраняет функции языка межнационального общения, несмотря на отсутствие этого определения в действующей редакции Закона «О государственном языке». Русский активно применяется в деловой и образовательной сферах, а также в средствах массовой информации. Законодательно допускается использование русского языка в отдельных государственных процедурах.

### Украина

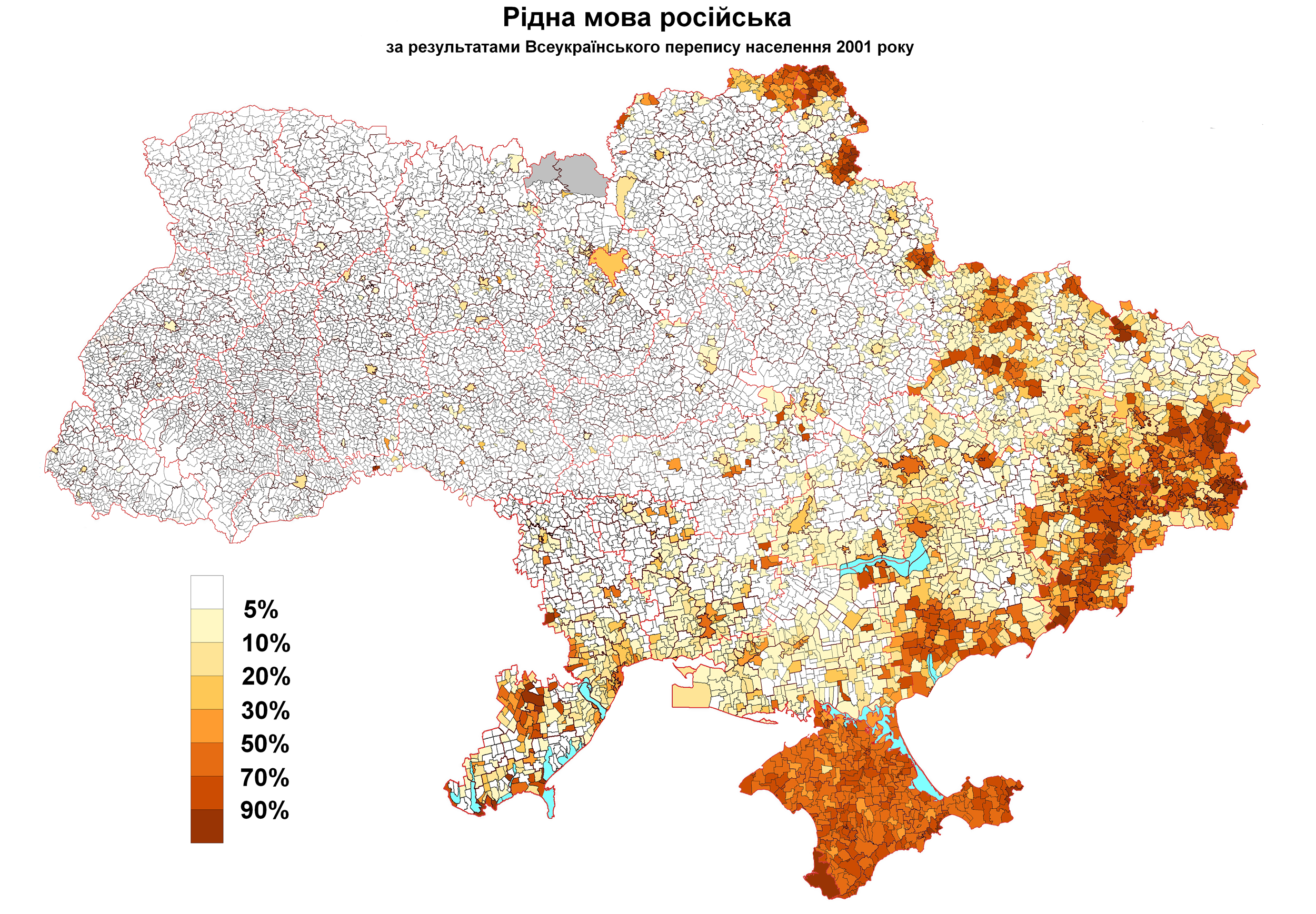
Родной язык русский по сельским, городским и посёлковым советам по переписи 2001 года

Вследствие проводимой во времена СССР русификации Украины доля украиноязычных в населении значительно уменьшилась, а доля русскоязычных — возросла. Доля считающих украинский язык родным в населении между 1959 и 1989 гг. сократилась с 73,0 % до 64,7 %.
Согласно переписи населения 2001 года, этнические русские составляли около 17,2 % населения Украины (украинцы — 77,8 %), а русский язык являлся родным для 29,6 % (украинский язык — для 67,5 %). Территориально русский был наиболее распространён в Севастопольском горсовете (где его родным назвали 90,6 % населения), Автономной Республике Крым (77,0 %), Донецкой (74,9 %) и Луганской (68,8 %) областях; наименее — в Ровненской (2,7 %), Волынской (2,5 %), Ивано-Франковской (1,8 %) и Тернопольской (1,2 %) областях.
Согласно ст. 10 Конституции Украины, украинский язык является единственным государственным языком страны, в то же время её гражданам гарантируется свободное использование русского языка и других языков национальных меньшинств Украины.
В украинском обществе не раз возникали дискуссии о придании русскому языку статус государственного или официального и этот вопрос неоднократно использовался как один из инструментов в политической борьбе, в том числе во время президентских кампаний в 1994 и в 2004 годах.
По данным опроса, проведённого Социологической группой «Рейтинг» с 16 ноября по 10 декабря 2018 года в рамках проекта «Портрети Регіонів», 63 % респондентов поддерживали статус украинского языка как единственного государственного на всей территории Украины (в 2016 — 58 %). 15 % считали, что единственным государственным языком должен быть украинский, а русский — вторым официальным в некоторых регионах страны (в 2016 — 22 %), в то время как 17 % придерживались мнения, что русский язык должен стать вторым государственным языком (в 2016 — 15 %). 4 % затруднились с ответом. Желание сохранить «языковой статус-кво» — украинский язык единственным государственным без какой-либо «официализации» русского — разделяло абсолютное большинство респондентов в Тернопольской (95 %), Ивано-Франковской (94 %), Львовской (90 %), Ровненской (87 %), Волынской (85 %), Хмельницкой (85 %), Черкасской (85 %), Закарпатской (82 %), Полтавской (80 %), Черниговской (80 %), Винницкой (75 %), Житомирской (74 %), Черновицкой (71 %), Кировоградской (70 %), Киевской (68 %), Херсонской (65 %), Сумской (60 %), Николаевской (60 %), Днепропетровской (52 %) областях и городе Киеве (65 %), относительное большинство (43 %) респондентов в Запорожской области. В то же время поддержка предоставления русскому языку статуса второго государственного относительно преобладала в Одесской (41 %) и Харьковской (37 %) областях, а также в свободных на тот момент от российской оккупации частях Луганской (39 %) и Донецкой (37 %) областей.
Принятый в апреле 2019 года закон «Об обеспечении функционирования украинского языка как государственного» закрепил обязательность и превалирование украинского языка в череде сфер общественной жизни страны, в частности — в сфере услуг.
После начала полномасштабного вторжения России в 2022 году распространённость русского языка на Украине уменьшается, а популярность идеи о повышении статуса русского языка достигла самых низких показателей с момента приобретения Украиной независимости.
В то же время Россия проводит политику русификации оккупированных ею территорий Украины — в школах преподают только на русском языке даже в полностью украиноязычных населённых пунктах. Украинские учебники оказались под запретом, а желающие учиться на украинском вынуждены делать это втайне от оккупационных властей. На захваченных Россией территориях уничтожается украиноязычная литература. Русификации также подвергаются депортированные в Россию украинские дети.

### Эстония
В Эстонии русский язык не имеет официального статуса. По данным переписи населения 2021 года, русским языком владело 28,5 % населения, при этом этнических русских насчитывалось 23,67 % от общего населения страны.
Самым крупным негосударственным центром по изучению, преподаванию и сертификации преподавания русского языка (как иностранного и родного) является Таллиннский Институт Пушкина (www.pushkin.ee). В нём можно сдать экзамен по системе ТРКИ и языковой экзамен для вступления в гражданство России. Институт Пушкина явился одним из учредителей ЭСТАПРЯЛ (Эстонской ассоциации преподавателей русского языка и литературы), организации, которая объединила преподавателей-русистов из эстонских и русских школ Эстонской Республики.

## Русский язык в Северной Америке

### Русский язык в США
Фондом английского языка США[уточнить] (влиятельной неправительственной организацией, занимающейся вопросами лингвистической политики государства) в марте 2005 был опубликован доклад «Много языков — одна Америка», основанный на данных исследования языков, которые население этой страны использует в повседневной обстановке (дома, на работе, на улице). Согласно этому докладу, самый распространённый в США родной язык — английский. Им, как родным языком, владеют 215,4 млн человек из 293 млн американцев (73,5 %). Испанский является родным для 28 млн жителей США (9,55 %). Русский язык занимает 10-ю строчку по числу носителей в США — свыше 700 тыс. (0,24 %). Самое большое их число проживает в штате Нью-Йорк (218 765 человек, или 30,98 % от всех носителей русского языка), самое меньшее — в штате Вайоминг (170 человек, или 0,02 %). В первую десятку штатов, где распространён русский, также входят Калифорния, Нью-Джерси, Иллинойс, Массачусетс, Пенсильвания, Вашингтон, Флорида, Мэриленд и Орегон. По распространённости русский язык в США также уступает французскому (1 606 790), китайскому (1 499 635), немецкому (1 382 615), тагальскому (1 224 240), вьетнамскому (1 009 625), итальянскому (1 008 370) и корейскому (894 065).

#### Аляска
Самый высокий удельный вес русскоязычных — на Аляске — около 3 % в той или иной степени понимают русский язык, а около 8,5 % жителей исповедуют православие. В сельской местности существуют люди в основном пожилого возраста, общающиеся на специфическом диалекте русского, как язык домашнего общения. Это является следствием былой принадлежности штата России.

#### Нью-Йорк

Брайтон-Бич — район Нью-Йорка, населённый преимущественно русскоязычными жителями

По абсолютной численности русскоязычного населения лидирует штат Нью-Йорк. 3 августа 2009 года губернатор штата Нью-Йорк Дэвид Пэтерсон подписал поправку в выборное законодательство, согласно которой все связанные с избирательным процессом документы должны также переводиться и на русский язык. После распада СССР интерес к русскому языку среди американцев резко пошёл на спад, однако после 2000 года наметилась обратная тенденция.

### Канада
В Канаде традиционно более распространён украинский язык; вместе с тем, и русскому языку там есть место, поскольку в стране проживает не менее 300 тыс. выходцев из республик бывшего СССР. Дети украинских переселенцев, родившиеся в Канаде, могут не знать русского языка, но понимать его в определённой степени в силу лингвистического родства.

## Русский язык в Великобритании
Число студентов Соединённого королевства, изучающих русский язык, выросло с 1108 человек (2007—2008 учебный год) до 1431 (2011—2012 учебный год).
Список регионов Великобритании, на 2011 год, по числу русскоговорящих жителей
| Лондон                  | 26 603 |
| Юго-Восточная Англия    | 10 297 |
| Восточная Англия        | 6917   |
| Йоркшир и Хамбер        | 4937   |
| Восточный Мидленд       | 4332   |
| Западный Мидленд        | 4322   |
| Юго-Западная Англия     | 3601   |
| Северо-Западная Англия  | 3537   |
| Северная Ирландия       | 1434   |
| Северо-Восточная Англия | 1114   |
| Уэльс                   | 1095   |
| Итого (без Шотландии)   | 68189  |

## Русский язык в Ирландии
Список регионов Ирландии на 2016 год по числу русскоговорящих жителей.
| Лейнстер | 6823   |
| Манстер  | 2013   |
| Коннахт  | 778    |
| Ольстер  | 488    |
| Итого    | 10 102 |

## Русский язык в Австралии и Океании

### Русский язык в Новой Зеландии
На 2013 год в Новой Зеландии проживало 9426 носителей русского языка.

### Русский язык в Австралии
Список штатов и материковых территорий Австралии на 2016 год по числу русскоговорящих жителей.
| Новый Южный Уэльс                  | 18 763 |
| Виктория                           | 17 685 |
| Квинсленд                          | 6005   |
| Южная Австралия                    | 3289   |
| Западная Австралия                 | 3218   |
| Тасмания                           | 317    |
| Северная территория                | 134    |
| Австралийская столичная территория | 895    |
| Итого                              | 50 306 |

## Русский язык в Германии
Из 82 млн человек, постоянно проживающих в Германии, около 6 млн в той или иной степени владеют русским языком, в том числе более 3 млн выходцев из бывшего СССР (и их потомки), из которых 2,2 млн прибыли с 1988 года в качестве немецких переселенцев преимущественно из Казахстана, России и Украины и большей частью владеют русским языком на уровне родного. Большинство остальных являются бывшими гражданами ГДР, где обучение русскому языку являлось обязательным с 5-го класса средней школы и было широко распространено в вузах.
В 2006/2007 учебном году русский язык изучали в школах около 135 тысяч человек, в учреждениях среднего профессионального образования около 7 тысяч. В вузах русский в 2005/2006 учебном году изучали около 10 тыс. студентов в 30 вузах как специальность, ещё примерно 10 тыс. человек — просто как иностранный язык. Кроме того, на различного рода курсах и в «народных вузах» (вечерняя форма обучения для взрослых) русский язык изучают ещё несколько тысяч человек. По количеству изучающих иностранные языки в академической системе Германии русский делит третье-четвёртое место с испанским языком после английского и французского. Единой программы преподавания и изучения русского языка ни в среднем, ни в высшем образовании Германии не существует. Тем не менее, уровень квалификации преподавателей оценивается как удовлетворительный, так как среди преподавателей в Германии есть большое количество носителей русского языка.
См. также
- Русско-немецкий диалект
- Русская диаспора в Германии
- Переселенцы из стран бывшего СССР в Германии
- Категория:Газеты Германии на русском языке

Ссылки
- Русский язык в Германии — Беленчикова Р.

## Русский язык в Восточной Европе

### Русский язык в Болгарии
Наиболее распространено знание русского в крупнейших городах и приморской курортной зоне. Многие болгары говорят на русском очень хорошо, но с некоторым акцентом. В целом люди среднего и предпенсионного возраста отличаются наилучшим знанием русского: молодое поколение изучало русский не настолько массово, а многие пенсионеры не помнят слов и поэтому не говорят сами, но в основном понимают русский.

### Русский язык в неславяноязычных странах Восточной Европы
В Венгрии, Румынии и даже Албании в годы их политической близости с СССР осуществлялось изучение русского языка.
Русский язык начал преподаваться в 1950-е годы в школах и вузах Албании: он был лингва франка в странах Варшавского Договора, в который входила и Албания. Преподавание осуществлялось вплоть до советско-албанского раскола в 1961 году, когда Албания вышла из Варшавского договора и фактически разорвала отношения с СССР. Большая часть представителей старшего поколения, изучавших русский язык, почти не используют его в общении с другими лицами. В настоящее время преподавание русского ведётся в Университете Тираны (около 50 студентов ежегодно) и в одной из средних школ Тираны, а также на курсах фонда «Русский Мир».

## Русский язык в Израиле
По данным 2005 года, из 5.165 млн евреев, живших в Израиле на тот период, русским языком владели около 800 тысяч человек. Согласно другим подсчетам, учитывающим и членов семей — этнических русских, общее число приехавших из бывшего Советского Союза за этот период составило более 1 млн человек. Большинство из них составляют репатрианты, приехавшие из СССР и стран постсоветского пространства после 1989 года.
На русском языке в 1990-е годы в Израиле выходили многочисленные печатные издания, но в настоящее время значительная часть населения страны перешла на электронные СМИ (Интернет, кабельное и спутниковое телевидение). В результате печатные издания, в том числе и на русском языке, заметно снизили свои тиражи.
Круглосуточно работают два местных телевизионных канала на русском языке (информационный и музыкальный). Русскоязычный канал «Израиль плюс» вещает с титрами на иврите, что делает его передачи доступными и для населения, не владеющего русским языком. Кроме того, транслируется несколько российских телеканалов («1-й», «РТР-планета», «НТВ-мир»). Компании спутникового телевидения «YES» и кабельного телевидения «HOT» поддерживают русский интерфейс (наряду с ивритом, английским и арабским); несколько десятков каналов дублируют свои передачи на русском языке или снабжают их русскими титрами; ряд радиостанций также ведёт передачи по-русски.
Русский язык преподаётся в некоторых израильских школах как второй иностранный, и учащийся может выбрать его как один из предметов, по которым он будет сдавать выпускные экзамены. Кроме того существует сеть русскоязычных школ «Шуву», где преподавание ведётся на русском языке.
Существуют многочисленные израильские русскоязычные сайты и порталы.
Известность в Израиле и во многих странах получил театр «Гешер» (ивр. תאטרון גשר‎ — «Мост»), спектакли которого идут как на русском языке, так и на иврите. Одним из ведущих актёров театра является Леонид Каневский, известный по роли майора Томина в советском телесериале «Следствие ведут знатоки».
Процент говорящих по-русски особенно высок в Ашдоде, Беэр-Шеве, Кармиэле (более трети жителей), Хайфе, Петах-Тикве и некоторых других городах. Вывески на русском языке и магазины русской книги — распространённые явления.
Во многих местах, таких как служба соцобеспечения, больничные кассы, банки можно получить обслуживание на русском языке. Банкоматы также во многих случаях имеют русский интерфейс.

## Русский язык в Турции
После распада СССР существенно увеличились торгово-промышленные отношения России с Турцией. С 1990-х годов и по сей день Россия является одним из главных импортёров лёгкой промышленности и продовольственных товаров для этой страны. Вследствие этого в Турции появилась потребность в знание русского языка. В Стамбуле существуют отдельные торговые районы, в основном Лалели, Беязыт, в которых нередко можно встретить русскоговорящий рабочий персонал (в том числе из бывшего СССР) и надписи на русском языке. Жилой район Аксарай, находящийся рядом с Лалели, также населён выходцами из бывшего СССР. Второй причиной, по которой у турок появляется интерес к русскому языку, служит эмиграция русскоязычных женщин (в основном из Молдовы), которые ищут счастья за рубежом и нередко выходят за турок замуж.
Русский язык в туристической сфере Турции
С начала 1990-х годов туризм в Турции развивается преимущественно за счёт «открывшегося» после падения «Железного занавеса» рынка туристов из России и стран СНГ. Западные страны (в первую очередь Германия) в значительной степени уже давно исчерпали свой туристический потенциал. По посещаемости таких курортных городов, как Анталья, Аланья, Кемер, Бодрум, Мармарис, россияне быстро вышли на второе место после немцев, а в 2008 году превзошли их по числу визитов в Турцию. Этот факт подтолкнул турок к изучению русского языка во избежание языкового барьера в сфере обслуживания и других областях экономико-культурного сотрудничества двух стран.

## Русский язык вМалайзии

Выставка русского языка в Университете Малайя. 1 апреля 2010

В настоящее время[какое?] русский язык изучается в Университете Малайя в Куала-Лумпуре (с конца 1960-х гг., 50-70 студентов ежегодно), в университете «Путра Малайзия» в Серданге (с 1997 г., 30-40 студентов ежегодно), в Малайзийском институте авиационных технологий при Университете Куала-Лумпура (с 2005 г., 20 — 40 студентов ежегодно), Университете наук Малайзии в штате Пинанг (с 2007 г., около 50 студентов ежегодно). Кроме того, периодически действуют курсы русского языка для студентов, выезжающих на учёбу в Россию, при Технологическом университете МАРА (с 2005 г.). Во всех университетах, за исключением Университета наук Малайзии, занятия ведут российские преподаватели.

## Другие страны Азии
В качестве международного языка, присутствие русского традиционно значительно в республике Монголия, в КНР (в особенности на севере, западе и северо-востоке страны) и в республике Афганистан (в особенности на севере).
В 2014 во всех школах Сирии введено обязательное изучение русского языка. Ранее Министерство образования страны ввело русский язык во всех школах в качестве второго иностранного: в дополнение к английскому на выбор — французский или русский. Востребованность русского языка в Сирии объясняется тем, что большое количество молодых людей после окончания школы поступает в ВУЗы России и стран СНГ.

## Институты и инициативы международной поддержки русского языка
Поддержкой русского языка и культуры в мире занимается ряд российских и международных организаций. Основным инициатором такой деятельности является российское государство, осуществляющее её через свои представительства и ведомства.
Начало систематической работе в этом направлении положило создание советского Всесоюзного общества культурной связи с заграницей (ВОКС, 1925—1958). Продвижение русского языка в его задачи входило как неотъемлемая часть «популяризации культуры народов Советского Союза за границей, содействия развитию и укреплению дружбы и взаимопонимания между народами СССР и других стран». Те же задачи решали и организации — наследники ВОКС, место которых с 2008 года занимает Россотрудничество. На 2021 год Россотрудничество представлено в 80 странах мира: 73 российских центра науки и культуры в 62 странах и 24 представителя в составе посольств в 21 стране.
В 1967 году в Париже была создана Международная ассоциация преподавателей русского языка и литературы (МАПРЯЛ) — международное общественное объединение преподавателей и других специалистов по русскому языку и литературе, национальных союзов русистов, институтов славистики, кафедр и отделений русского языка и литературы. МАПРЯЛ издаёт журнал «Русский язык за рубежом», ежегодно присуждает медаль А. С. Пушкина «За большие заслуги в распространении русского языка», проводит олимпиады школьников по русскому языку, а также региональные и тематические конференции.
В 2015 году президентом России была утверждена Концепция государственной поддержки и продвижения русского языка за рубежом, в которой определяется, что «основными субъектами, осуществляющими деятельность по поддержке и продвижению русского языка за рубежом, являются МИД России, Минобрнауки России, Минкультуры России, Россотрудничество, другие федеральные органы исполнительной власти и органы исполнительной власти субъектов Российской Федерации». Основными исполнителями концепции были определены «загранучреждения МИД России и представительства Россотрудничества, а также зарубежные представительства и корреспондентские пункты российских средств массовой информации». Дополняют их деятельность, согласно Концепции, центры и кабинеты поддержки изучения русского языка, созданные фондом «Русский мир» — ещё одной системообразующей общественной организацией в инфраструктуре популяризации российской культуры за рубежом. Её отделения действуют по всему миру на базе зарубежных образовательных организаций, культурно-просветительских центров и т. п.
Средства продвижения русского языка подразумевают, прежде всего, программы преподавания русского языка и на русском языке для иностранных граждан, как в России, так и за рубежом. Для этого создаются совместные программы с российскими и зарубежными вузами, проводятся курсы русского языка при российских посольствах и отделениях Россотрудничества. Там же проводятся многочисленные мероприятия на русском языке и посвящённые русскому языку, литературе и искусству, такие как День русского языка.
С 2017 года под патронажем Правительства РФ на базе Государственного института русского языка им. А. С. Пушкина в России и по всему миру создаётся партнёрская сеть школ и вузов «Институт Пушкина», ориентированная на приобщение к русскому языку и культуре как россиян, в том числе проживающих в диаспорах за рубежом, так и иностранцев.